# سلطان بن بجاد
سلطان بن بجاد بن حميد العتيبي  (1290- 1351 هـ / 1874- 1934 م) يلقب بـسُلطان الدين وشيخ قبيلة عتيبة ومن قادة الإخوان (إخوان من أطاع الله)، تسلَّم مشيخة قبيلة عتيبة بعد وفاة الشيخ محمد بن هندي بن حميد عام 1333هـ / 1915م، شارك في معارك توحيد المملكة العربية السعودية، وأسَّس هجرة الغطغط (أكبر هِجَر الإخوان عددًا) وكان زعيمها. تولَّى القيادة في معركة تربة 25 مايو 1919 إلى جانب خالد بن لؤي، قاد بأمر الملك عبد العزيز الحملة النجدية على مملكة الحجاز في سبتمبر 1924، وتمكَّن من السيطرة على مدينة الطائف وحِصْنها، ثم السيطرة على مكة، ثم أسهم في السيطرة على جُدَّة عام 1925 بعد حصار دام سنة كاملة، لكي يقضي بذلك على مملكة الحجاز وآخر ملوكها الملك علي بن حسين الهاشمي لمصلحة سلطان نجد عبد العزيز آل سعود. بعد انتهاء المعارك في الحجاز أفصح ابن بجاد عن نيَّته في غزو العراق، ممَّا أدَّى إلى نشوب معركة السبلة عام 1929 بين الإخوان والملك عبد العزيز، حيث هُزم الإخوان وأصيب الأمير فيصل الدويش، أمَّا ابن بجاد فنجح فرسان من عتيبة تغطيته وعاد إلى عاصمته الغطغط، وبعد أن سمع خبرَ عفو ابن سعود عن فيصل الدويش طمع ابن بجاد بالعفو أيضًا، واستسلم طوعًا في شقراء، ثم حُبس في الرياض حيث توفي وهو في الأسر عام 1351هـ/ 1934م.

## نسبه
هو سلطان بن بجاد بن سلطان بن هندي بن حمد بن حميد بن حمدان بن سعيفان بن عواص بن سعيد بن متعب بن محمد الفهاد بن ناهس بن منبه بن كريز. من الكرزان من المقطة من عتيبة.
- وصفه المؤرخ السوري خير الدين الزركلي بقوله:[10]

| سلطان بن بجاد | سلطان بن بجاد بن حميد، والملقب سلطان الدين، قائد شجاع. من عُتيبة من بادية ما بين الحجاز ونجد. صحب ابن سعود (عبد العزيز بن عبد الرحمن آل سعود) في غزواته ومغامراته، قبل أن يلي عبد العزيز الملك ، وأقام سلطان بجاد في (هجرة الغطغط) على مقربة من الرياض، فكان زعيمها | سلطان بن بجاد |

## بناء الغطغط
أسس سلطان بن بجاد هجرة الغطغط أهم هجر الإخوان وأكثرها إعدادًا للجيوش كما وصفها شقيق الملك عبد العزيز الأمير مساعد بن عبد الرحمن آل سعود في كتاب السعوديون والحل الإسلامي.
| سلطان بن بجاد | وتقول عنها الأميرة مضاوي بنت منصور بن عبد العزيز في دراستها عن الهجر في عهد الملك عبد العزيز : اكتسبت هجرة الغطغط في عهد شيخها سلطان بن بجاد شهرة كبيرة وكان يخرج من الغطغط خمسة آلاف مقاتل للجهاد | سلطان بن بجاد |

.
| سلطان بن بجاد | وقال فيهم الشيخ عبد الله بن عبد الرحمن بن عقلا نائب الحرمين الشريفين في رئاسة فضيلة الشيخ عبد الملك بن دهيش: لا تنسى فضل القوم أهل الغطغط ذوي الهدى والرأي والآدابي رؤوس برقا خشية فرقـا إن شئت ترقى ذروة الروابي صقور هذا الدين يوم الهيجاء ذوى الحجا مطوع الصعابي | سلطان بن بجاد |

## معركة تربة
بعد انتهاء الحرب العالمية الأولى واستقرار الحسين بن علي ملكاً في الحجاز، جهز الملك حسين جيشاً بقيادة إبنه الشريف عبد الله بن الحسين، وأمره بالزحف على الخرمة، وكان ذلك بتاريخ 25 مايو 1919م - 26/ 8/1337هـ وتقدم عبد الله ودخل تربة وهي على مقربة من الخرمة. فأرسل ابن سعود قوة على رأسها سلطان الدين بن بجاد لمساعدة خالد بن لؤي أمير الخرمة وفوجئ عبد الله بن الحسين بغارة (الإخوان) قبيل الفجر يتقدمهم سلطان بن بجاد فكانت وقعة تربة التي حسمت نتيجتها في فجر 25 مايو 1919م, وقد نجا منها عبد الله بصعوبة مع قليل ممن استطاعوا الفرار .

## الحرب النجدية الحجازية
قام الشريف حسين بمنع أهل نجد من الحج، فكبر ذلك في نفوسهم وخصوصاً جماعة الإخوان، فكان أن ترأس الملك عبد العزيز في أواخر عام 1342هـ/يونيه 1924م, مؤتمراً في الرياض، حضره علماء نجد ورؤساء القبائل والقرى وزعماء الاخوان وحصل عبد العزيز في هذا المؤتمر على فتوى شرعية، لشن الحرب على الشريف لضمان حرية أداء فريضة الحج، فصدر عن مؤتمر الرياض، قرار بغزو الحجاز ووصلت الأوامر إلى قوات الإخوان المتمركزة في تربة والخرمة بالاستعداد كما وصلت الأوامر إلى قائدها سلطان بن بجاد بالتحرك نحو الطائف.

### الاستيلاء على الطائف
في شهر صفر كانت طلائع الإخوان المتلهفه للقتال على مشارف الطائف، بقيادة سلطان بن بجاد ومعه 3000 الآف مقاتل جميعهم وهاجموا قوات علي بن حسين وهزموهم ودخلت قوات الأخوان الطائف وأرتكبت مجزرة يقدر عدد القتلى فيها ب300 مدني ثم بعد السيطرة على الطائف كان الطريق سالكا إلى مكة واراد الإخوان ان يستمروا في مسيرهم لكن الملك عبد العزيز طلب منهم التوقف.

### الاستيلاء على مكة وجدة
وفي يوم 17 ربيع الأول سنة 1342هـ دخل الأخوان مكة بأسلحتهم ملبين محرمين بعمره وأرسل قائدا الإخوان سلطان بن بجاد وخالد بن لؤي رسائل إلى معتمدي الدول وقناصلها في جدة يخبرونهم باحتلالهم لمكة ويستفسرون عن موقفهم تجاه الحرب. فتلقوا رداً من قنصل المملكة المتحدة وقنصل مملكة إيطاليا ووكيل قنصل فرنسا ونائب قنصل هولندا ووكيل قنصل الشاه يعلمون ابن بجاد بوقوفهم على الحياد التام ازاء الحرب، وفي 8 جماد الأولى وصل الملك عبد العزيز إلى مكة قادماً من الرياض فدخلها محرما واتاه أهل مكة مبايعين، وتقدم جنود الإخوان ومن كان مع الملك عبد العزيز وحاصروا جدة وفي 6 جماد الثاني عام 1344هـ استسلمت جدة بعد حصار طويل دام لمدة سنة كاملة
قاد ابن بجاد من معه من الاخوان في معركة تربة في 25 مايو 1919 - 26/ 8/1337هـ ضد عبد الله بن الحسين، ثم ضم الطائف ومكة المكرمة. ففي سنة 1342 هـ دخلت قواته مكة المكرمة ومعه الشريف خالد بن لؤي محرمين ملبين بعد انسحاب الشريف حسين منها. وشارك في حصار جدة.
ويصف الشيخ محمد بن عثمان «شيخ الإخوان وقاضيهم» دخولهم لمكة المكرمة في كتاب المجموعة المحمودية فيقول:
دخلنا نلبى حاسرين رؤوسنــا\\وطفنا بذي الأنوار والاخشــابِ
دعونا وكبَّرنا على المرو والصفا\\وتلك البقاع النيرات الاطايبِ
هــُم معشر الاخــوان دام سرورهم\\ولا سرَ من يرميهمُ بالمعـائـبِ
لهم أســوةً في صحب نبيهم\\وهمتهم مصروفةً بالعواقـبِ

## قضية حصار جدة
أصر زعماء الإخوان على فتح جدة، فعارضهم عبد العزيز ليس خوفا منهم - فقد سكت عن سيطرتهم على الطائف ومكة - ولكن خوفا من تدخل الإسطول الإنجليزي المرابط على الساحل لحماية الرعايا الأجانب. خلال الحصار طالب سلطان بن بجاد وفيصل الدويش بتعيينهما أميرين على مكة والمدينة، وفي رواية أخرى إنهما طلبا إمارة المدينة للدويش لأنه هو الذي فتحها، وإمارة الطائف ومكة لابن بجاد لأنه هو من فتحها. لكن الإمام عبد العزيز رفض ذلك مراعاة لشعور الحجازيين من جهة، ومن جهة أخرى حصر تعيين امراء المقاطعات بآل سعود. فعين عبد الله بن جلوي أميرا على الإحساء وابن عمه عبد العزيز بن مساعد اميرا على حائل. فبدأت الشكوك تدور فيما بين الزعيمين أن عبد العزيز آل سعود يريد أن تكون السلطة محصورة لعائلته فقط وأن القتال كان من أجل هذا المقصد، وهذا ينافي اعتقاداتهم الدينية.

### قضيةالمحمل المصري
شهد صيف 1925 أول موسم حج بعد السيطرة على مكة، فكانت المدينة مليئة بالإخوان الذين جاءوا للحج. وحرص المصريون على إعطاء انطباع جيد عنهم لدى ملك الحجاز الجديد، فدخل المحمل تتقدمه فرقة موسيقية يحيط بها حراس المحمل من المصريين. طالب الإخوان من الموسيقيين أن يوقفوا عزفهم لأن ذلك يعتبر تدنيسا للمقدسات، فلم يلتفتوا إليهم وتابعوا مسيرهم كما اعتادوا فعله في السنين الماضية. فهاجمهم الأخوان بأمر من ابن بجاد واطلقوا النار عليهم وقتلوا بعضهم. ولم تنفع وساطة الأمير فيصل بن عبد العزيز. فكانت النتيجة أن المصريين قطعوا علاقاتهم مع الحكومة الجديدة ورفضوا ان ينسجوا الكسوة بعد ذلك، وهكذا توقف المحمل المصري. فأورث الأخوان مشكلة سياسية لإمامهم بمجرد احتكاكهم بأقوام مسلمة أخرى

## ثورة الإخوان
أراد الأخوان أستكمال الهجمات في العراق مما دفع الملك عبد العزيز آل سعود للتصدي لهم وكان الإخوان ينظرون إلى غزواتهم في العراق على أنها جهاد. وكان كل من سلطان بن بجاد وفيصل الدويش وضيدان بن حثلين قد اجتمعوا في بلدة الأرطاوية في 1926م، حيث تعاهدوا فيه على نصرة دين الله ومواصلة الجهاد في العراق وأرسل سلطان بن بجاد هذه الرسالة لابن سعود.
تحارب الإخوان بقيادة سلطان بن بجاد وفيصل الدويش مع عبد العزيز آل سعود في روضة السبلة في 29 مارس 1929، شنت قوات عبد العزيز هجومها على الإخوان دون سابق إنذار، وتحصن الإخوان في مواقعهم وستطاعوا صد الهجوم وانسحبت بعض قوات عبد العزيز آل سعود وتوهم الإخوان بقرب النصر إلا ان تلك القوات كانت قد أمرت بالتراجع من عبد العزيز آل سعود لاستدراج الإخوان من مواقعهم.
خرج الإخوان لشن هجومهم فاستقبلتهم الرشاشات الألية فانهزموا وقاد جيش الملك عبدالعزيز هجوما بالخيالة لملاحقة المنهزمين ، و أصيب زعيم الاخوان فيصل الدويش خلال المعركة إصابة بالغة في خصره وحمل إلى الإرطاوية بينما تمكن سلطان بن بجاد من الانسحاب والتراجع بمهارة فائقة في القتال والعودة إلى هجرته الغطغط، وتكبد الإخوان 500 قتيل وفقدت قوات عبد العزيز آل سعود 200 قتيل ، وواصل جيش الملك عبد العزيز آل سعود تقدمه إلى الأرطاوية وحمل إليه الدويش وأرسل منه فعفى عنه الملك بعد ما رأى جراحه ، و بعد الاجتماع مع الدويش أرسل الملك عبدالعزيز إلى أمير الغطغط سلطان بن بجاد يريد مقابلته في بلدة شقراء ووصل إلى هناك مع 50 رجلا من أهل الغطغط و كان ابن بجاد يطمع في العفو و ينتظر أن يعامل مثلما عومل الدويش و لكن ألقي القبض عليه وأرسل مكبلاً و تم حبسه في سجن المصمك في الرياض، ودمرت هجرة الغطغط.

## أبناؤه
انجب سلطان بن بجاد ابنة واحدة وهي وضحى وتزوجها هندي بن ناصر بن ضيف الله العفار بن تركي بن حميد، وتوفيت عام 1417هـ . وامها شعيع بنت نايف الاول بن محمد بن هندي.

## وفاته
توفي وهو في الحبس عام 1351هـ / 1934م. ومكث سلطان بن بجاد في سجن الرياض قرابة خمس سنوات. وذكر خير الدين الزركلي أنه مكث في سجن الرياض سنة ونصف، ثم توفي. نقل من سجن الرياض إلى سجن الأحساء ومعه أحد أقاربه علوش بن خالد بن حميد، وتوفي الاثنان هناك عام 1351هـ.